# Joanna Baillie
Joanna Baillie (11 tháng 9 năm 1762 - 23 tháng 2 năm 1851) là một nhà thơ và nhà soạn kịch người Scotland, được biết đến với các tác phẩm bao gồm Plays on the Passions (ba tập, 1798-1812) và Câu truyện ngụ ngôn (Fugitive Verses) (1840). Tác phẩm của bà thể hiện sự quan tâm đến triết học đạo đức và Gothic. Bà được đánh giá cao trong suốt cuộc đời, và bà đã gắn kết với những người viết văn nổi tiếng đương thời, bao gồm Anna Barbauld, Lucy Aikin và Walter Scott khi sống ở Hampstead. Baillie qua đời ở tuổi 88.